# Забруднення моря пластиком

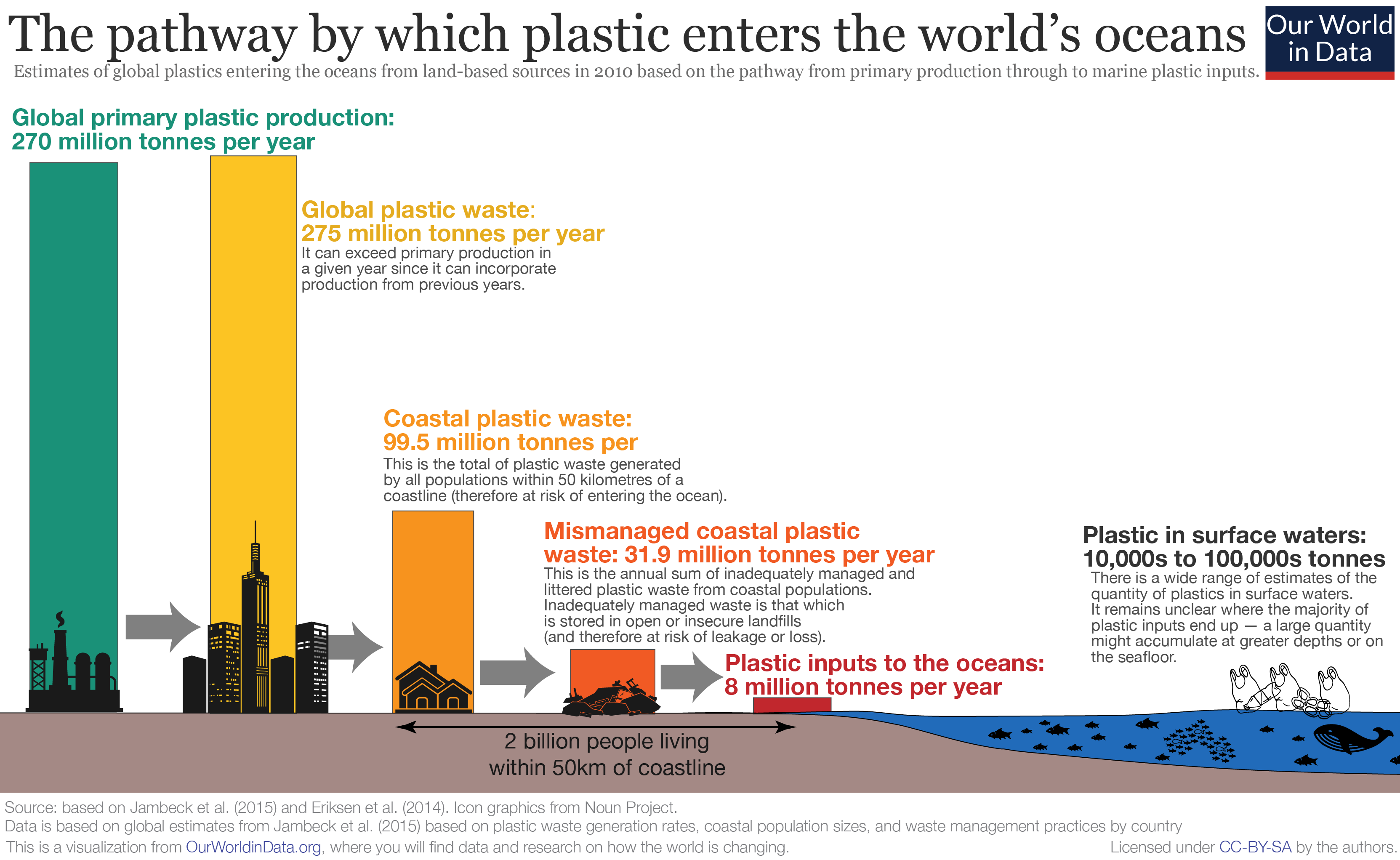
Шлях, яким пластик потрапляє в Світовий океан

Забруднення моря пластиком (або пластикове забруднення океану ) — це тип забруднення вод пластиком, розмір якого варіюється від великих оригінальних матеріалів, таких як пляшки та пакети, до мікропластику, утвореного в результаті біофрагментації пластикового матеріалу. Морське сміття – це в основному викинуте людське сміття, який плаває на океані або зависає в океані. Вісімдесят відсотків морського сміття - це пластик . Мікропластик і нанопластик є результатом розпаду або фотодеградації пластикових відходів у поверхневих водах, річках або океанах. Нещодавно вчені виявили нанопластик у сильному снігу, точніше, близько 3000 тонн, які покривають Швейцарію щорічно. За оцінками, станом на кінець 2013 року в світовому океані є запас у 86 мільйонів тонн пластикового морського сміття, якщо припустити, що 1,4% світового пластику, виробленого з 1950 по 2013 рік, потрапило в океан і накопичилося там. Підраховано, що щорічно у водні екосистеми потрапляє 19-23 мільйони тонн пластику. Конференція ООН 2017 року по океану підрахувала, що до 2050 року океани можуть містити більше ваги пластику, ніж риба  .

## Масштаб проблеми

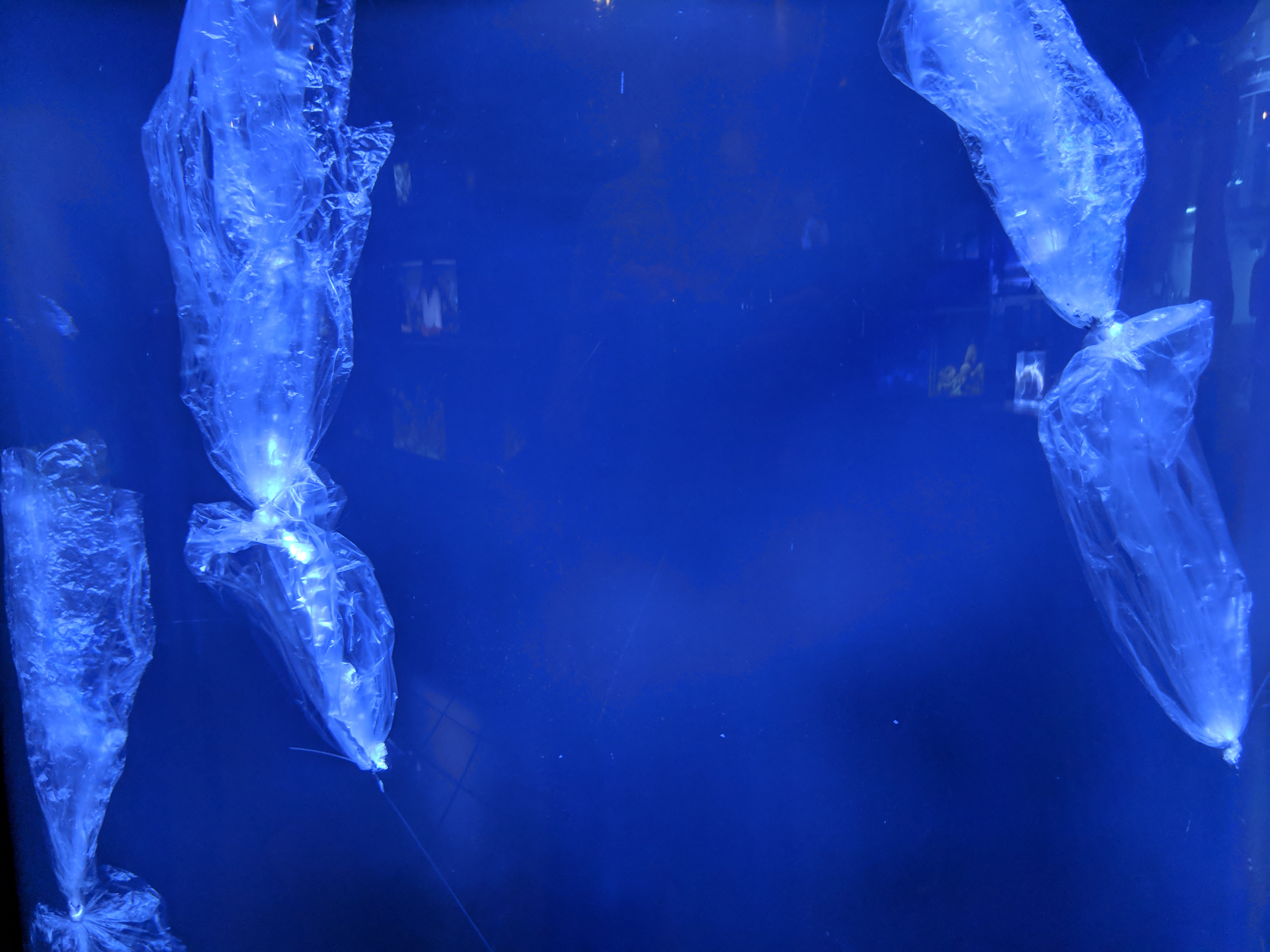
Виставка в морській лабораторії Mote, яка демонструє пластикові пакети в океані, що схожі на медуз.

Забруднення моря, викликане пластиковими речовинами, визнано проблемою найбільшого масштабу з точки зору забруднення. Багато пластику, який використовується в повсякденному житті людей, ніколи не переробляється. До 90% і понад 8 мільйонів метричних тон пластикових відходів викидається в океан щороку. Якщо так продовжиться, то до 2050 року пластику у світі за вагою буде більше, ніж риби. Лише за перше десятиліття 21-го століття було створено більше пластику, ніж весь пластик в історії до 2000 року, і більшість цього пластику не переробляється. За оцінками, серед усіх світових океанів, які простягаються від вершини океану до дна, є від 15 до 51 трильйона шматків пластику. Океани — це найглибші та найбільш великі басейни Землі, середня глибина абісальних рівнин становить близько 4 км під рівнем моря. Гравітація буде природним чином переміщати і переносити матеріали з суші в океан, а океан стане кінцевим сховищем. :362Одна оцінка історичного виробництва пластику дає цифру в 8300 мільйонів метричних тонн (Мт) для світового виробництва пластику до 2015 року, з яких 79% було накопичено на звалищах або в природному середовищі. Щорічно в океани потрапляє близько 8 мільйонів тонн пластикових відходів. За даними ICUN, ця цифра зросла до 14 мільйонів тонн пластику. Забруднення океану пластиком вражає своєю повсюдністю його присутності, від океанських жолобів, у глибоководних відкладеннях, на дні океану та океанських хребтах до поверхні океану та прибережних околиць океанів. Навіть віддалені острівні атоли можуть мати пляжі, завантажені пластиком з далекого джерела. На поверхні океану пластикове сміття зосереджено в круглих структурах великої площі, які називаються океанськими круговоротами . Океанські круговороти утворюються в усіх океанах внаслідок взаємодії океанічних течій глобального масштабу. Океанські течії зосереджують пластикові відходи всередині круговоротів.

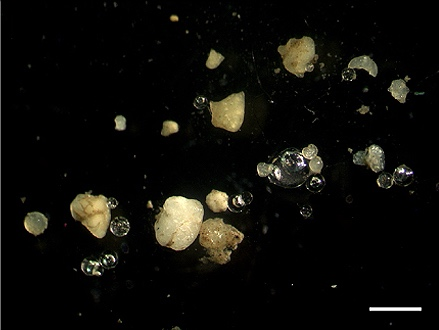
Мікропластик серед піску та скляних куль в осадах з Рейну . Біла смуга означає 1 мм
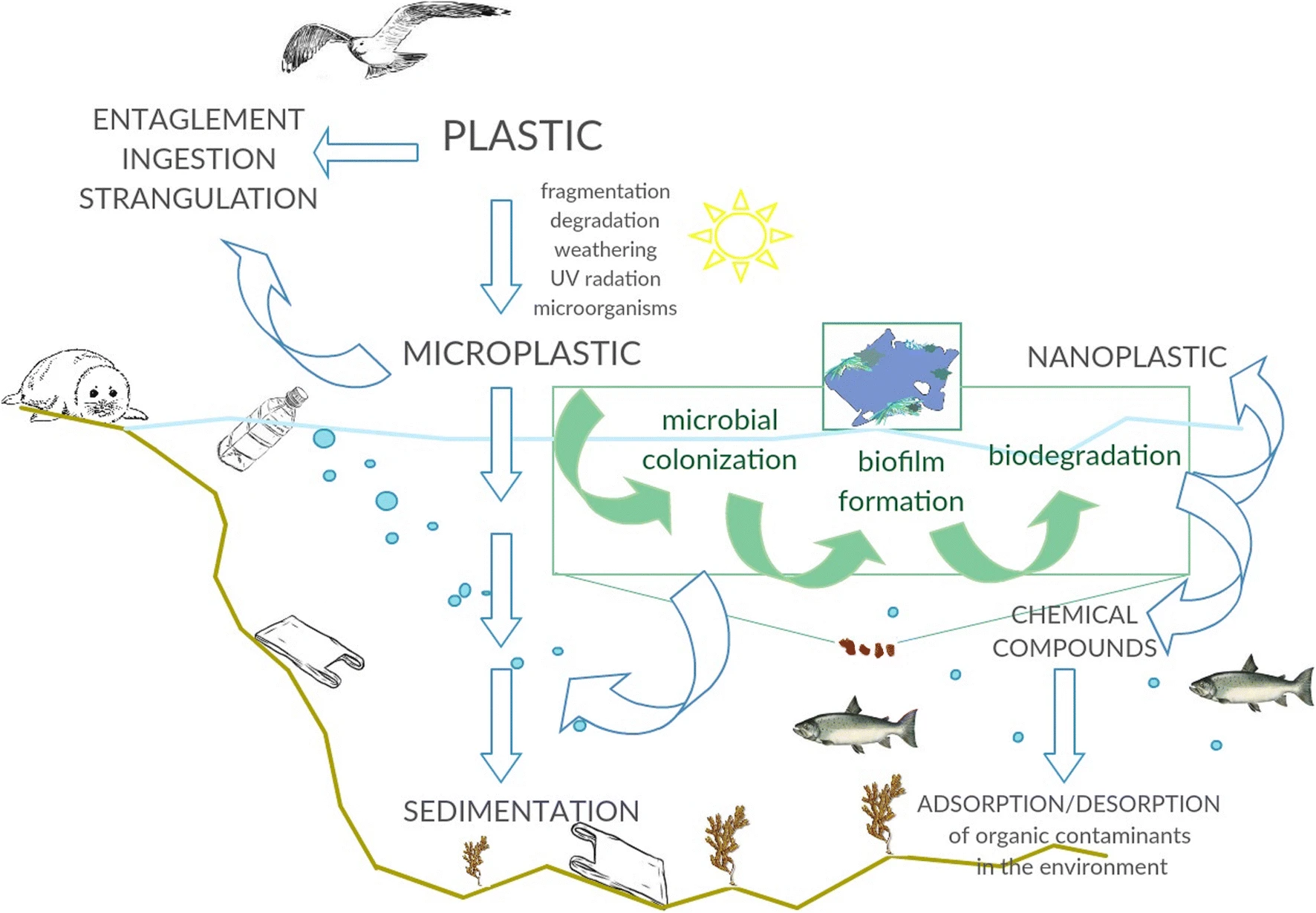
Взаємодія між морськими мікроорганізмами та мікропластиком

## Види джерел і результати

Середній орієнтовний час розкладання типового морського сміття. Пластикові вироби показані синім кольором.

Пластикові відходи, які потрапляють в моря, з кожним роком збільшується, і велика частина пластику, що потрапляє в моря, складається з частинок менше 5 міліметрів. Станом на  2016  було підраховано, що в Світовому океані було приблизно 150 мільйонів тонн пластикового забруднення, яке, за оцінками, зросте до 250 мільйонів тонн у 2025 році  . Інше дослідження підрахувало, що в 2012 році це було приблизно 165 мільйонів тонн. У 2020 році дослідження показало, що Атлантичний океан містить приблизно в десять разів більше пластику, ніж вважалося раніше. Найбільший тип забруднення пластиком (~10 %) і більшість великого пластику в океанах викидається і втрачається сіті з рибної промисловості.
Ocean Conservancy повідомляє, що Китай, Індонезія, Філіппіни, Таїланд і В’єтнам викидають більше пластику в море, ніж усі інші країни разом узяті.
За оцінками одного з досліджень, на плаву в морі перебуває понад 5 трильйонів пластикових шматків (визначених на чотири класи дрібного мікропластика, великого мікропластика, мезо- та макропласту). У 2020 році нові вимірювання виявили в Атлантичному океані в 10 разів більше пластику, ніж передбачалося раніше.
У жовтні 2019 року, коли дослідження показало, що більшість забруднення океану пластиком відбувається з китайських вантажних суден , представник Ocean Cleanup заявив: «Усі говорять про порятунок океанів, припиняючи використовувати пластикові пакети, соломинки та одноразове пакування. Це важливо, але коли ми виходимо в океан, ми не обов’язково знаходимо це»  .
Майже 20% пластикового сміття, що забруднює океан (що становить 5,6 мільйона тонн) надходить з океанських джерел. Міжнародна угода MARPOL «накладає повну заборону на утилізацію пластику в морі». Торгові судна викидають в океан вантажі, стічні води, використане медичне обладнання та інші види відходів, які містять пластик. У Сполучених Штатах Закон про дослідження та контроль забруднення морем пластиком 1987 року забороняє скидання пластику в море, в тому числі з військово-морських суден. Військово-морські та науково-дослідні судна викидають відходи та військове обладнання, які вважаються непотрібними. Прогулянкові судна вивільняють рибальські знаряддя та інші види відходів випадково або внаслідок недбалого поводження. Найбільшим джерелом пластикового забруднення в океані є викинуті рибальські знаряддя (включаючи пастки та сітки), які, за оцінками, становлять до 90% пластикового сміття в деяких районах.

Утворення пластикових відходів перевищує кількість пластикового забруднення, яке викидається з океану.

Вплив мікропластика та макропластика в океані не піддається інфільтрації безпосередньо шляхом скидання пластику в морські екосистеми, а через забруднені річки, які ведуть або текуть до океанів по всьому світу. Залежно від контексту, річки можуть виступати як джерело, так і водозбірник. Річки отримують і збирають більшість пластику, але також можуть перешкодити значному відсотку потрапляння в океан. Річки є домінуючим джерелом пластикового забруднення в морському середовищі , на що в останніх дослідженнях припадає майже 80%. Кількість пластику, яка зафіксована в океані, значно менша, ніж кількість пластику, яка потрапляє в океан у будь-який момент часу. Згідно з дослідженням, проведеним у Великій Британії, існує «десять провідних» типологій макропласту, які пов’язані виключно зі споживачами (наведені в таблиці нижче). У цьому дослідженні було підраховано 192 213 предметів сміття, з яких в середньому 71% складали пластик, а 59% — споживчі макропластикові вироби. Незважаючи на те, що забруднення прісної води є основним фактором забруднення морської пластмаси, проведено мало досліджень і збирання даних щодо кількості забруднення, що переходить від прісної води до морської. Більшість робіт приходять до висновку, що існує мінімальний збір даних про пластикове сміття в прісноводних середовищах і природних наземних середовищах, навіть якщо вони є основним фактором. Необхідність зміни політики у сфері виробництва, використання, утилізації та поводження з відходами необхідна, щоб зменшити кількість і можливість потрапляння пластику в прісноводне середовище.
У 1994 році дослідження морського дна з використанням тралових мереж у північно-західному Середземному морі біля узбережжя Іспанії, Франції та Італії показало середню концентрацію сміття 1935 предметів на квадратний кілометр. Пластикове сміття становило 77%, з них 93% – поліетиленові пакети.

## Наземні джерела забруднення океану пластиком
Оцінки внеску наземного пластику у забруднення океану дуже різняться. Хоча одне дослідження підрахувало, що трохи більше 80% пластикового сміття в океанській воді надходить із наземних джерел, що відповідає за 800 тис. тонн  щороку.

## Мікропластик

Мікропластик на поверхні океану у 1950-2000 роках. та прогнози за його межами, у мільйонах метричних тонн.

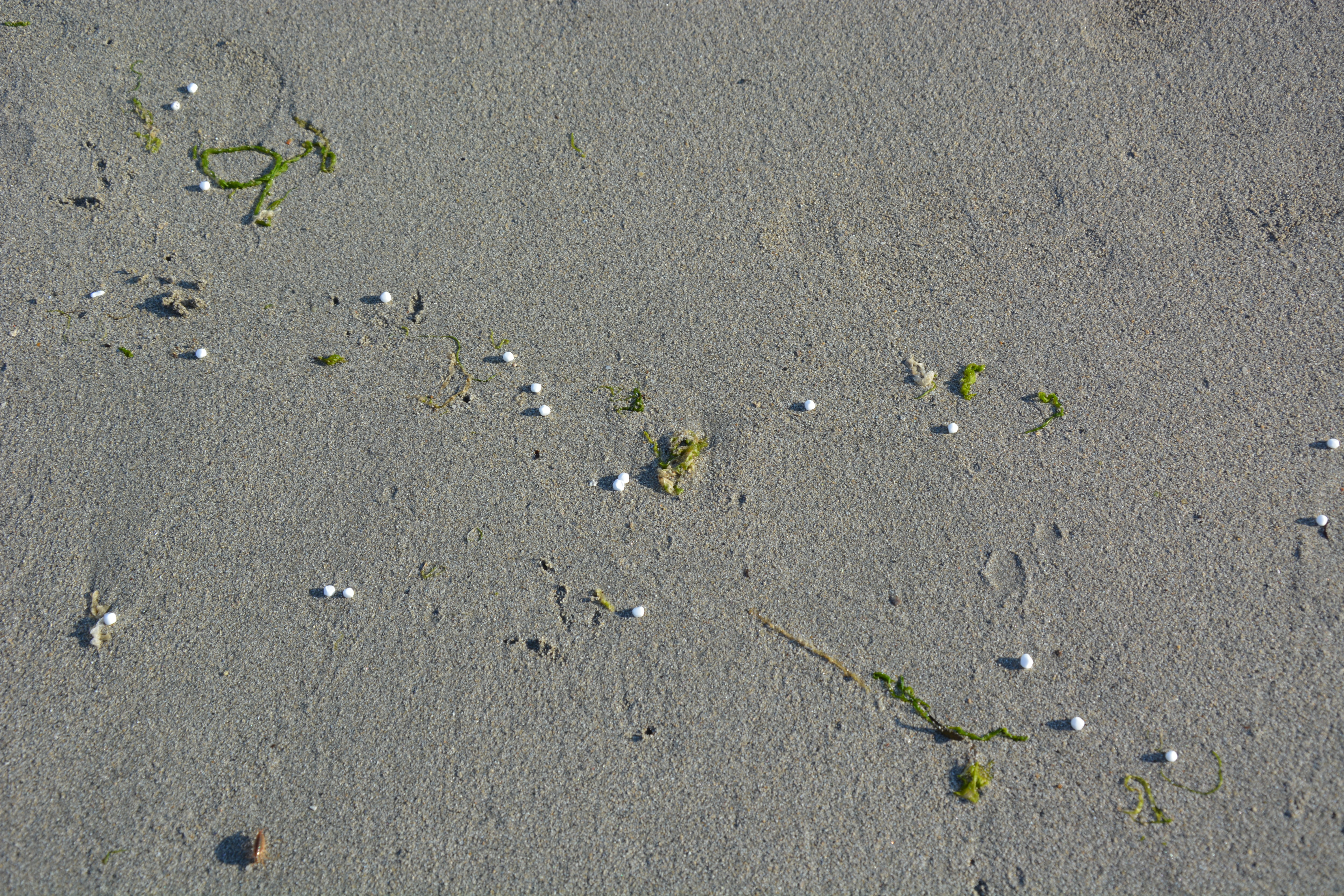
Пінополістиролові намистини на ірландському пляжі

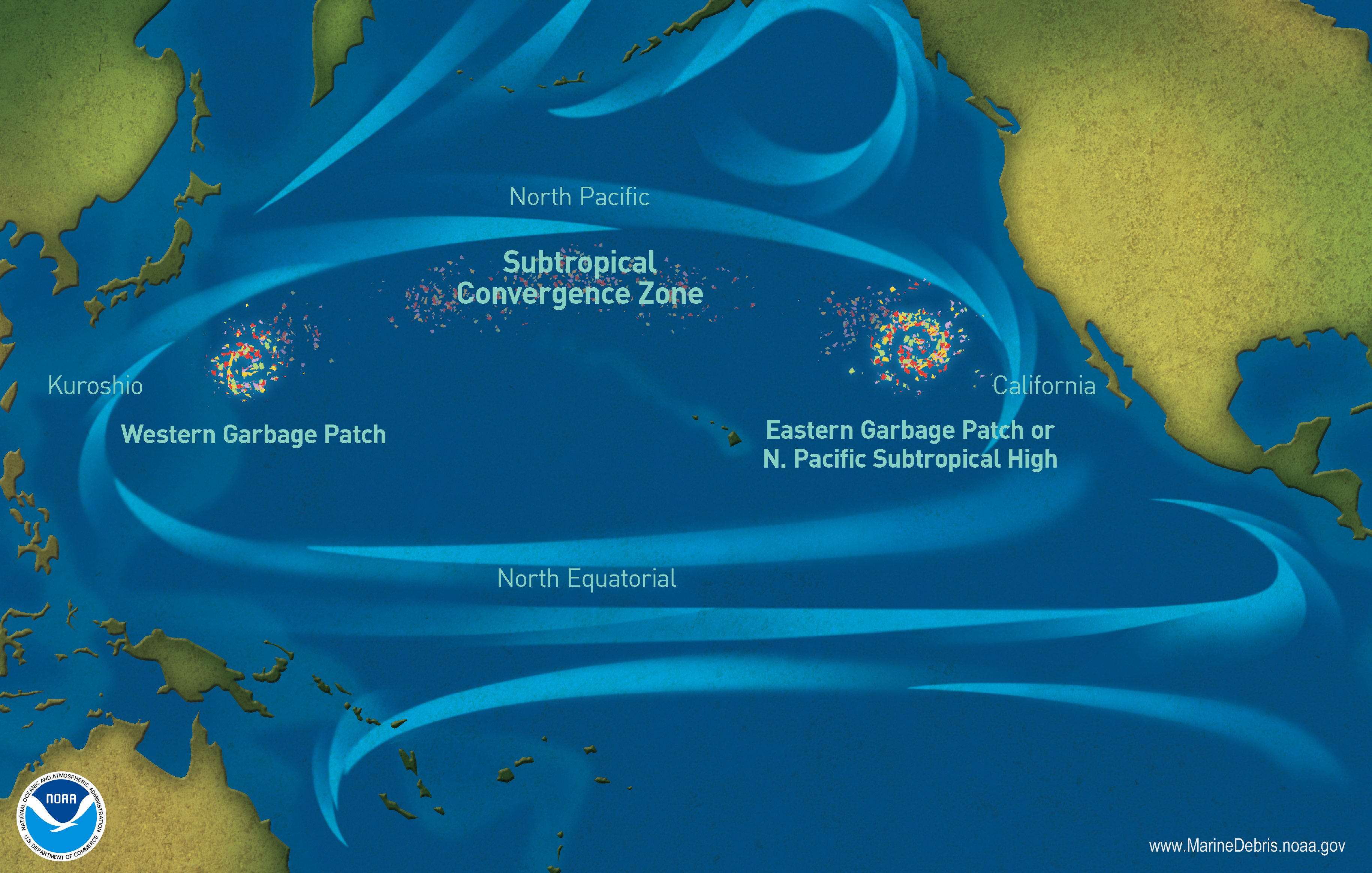
Велика тихоокеанська сміттєва пляма — течії Тихого океану створили три «острівці» сміття.

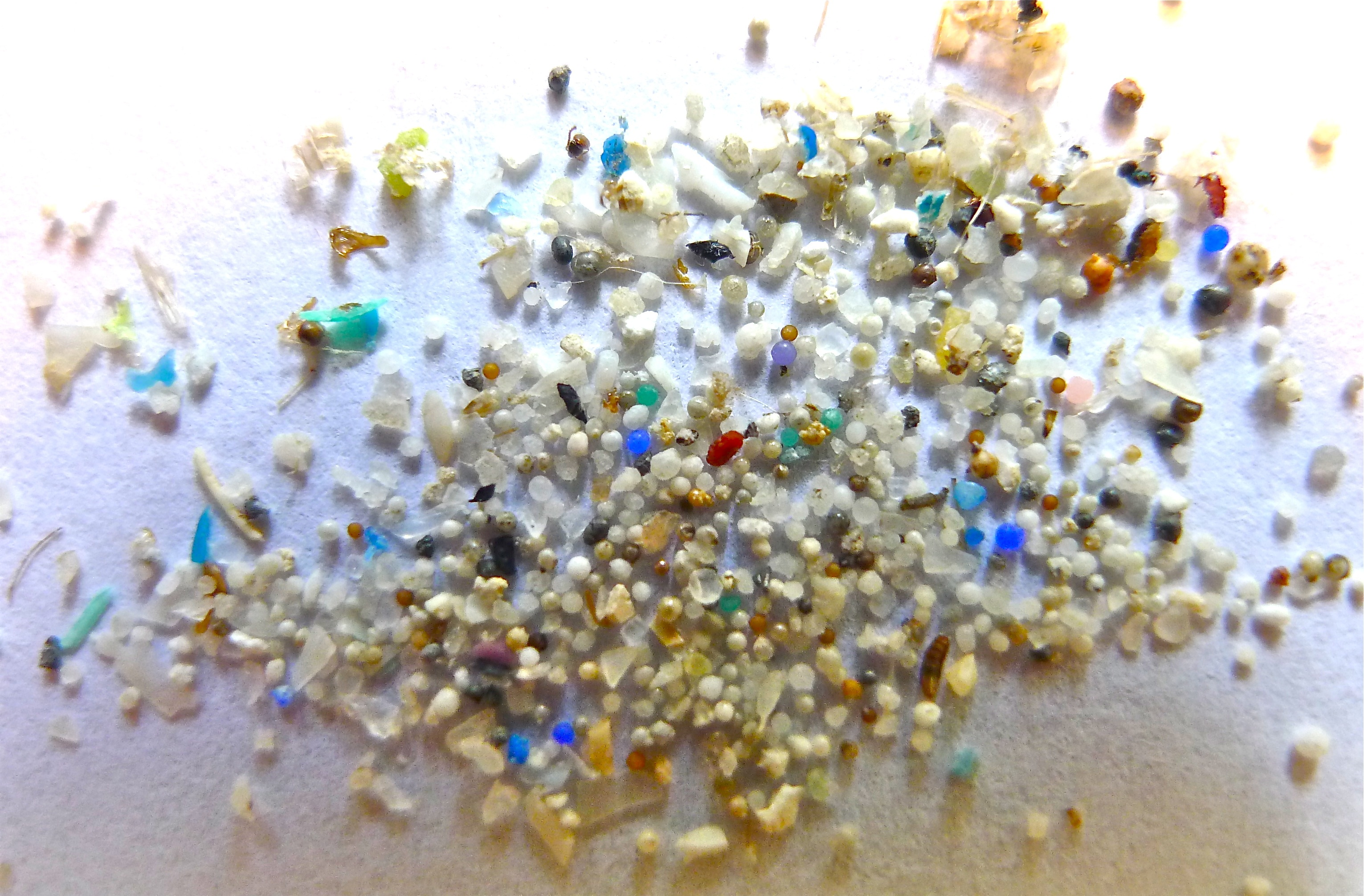
Зразок мікропластика, зібраний Університетом штату Орегон

Використання мікропластика викликає Зростаюче занепокоєння щодо пластикового забруднення морської екосистеми. Мікропластик — це пластикові кульки шириною менше 5 міліметрів , і їх зазвичай можна знайти в милі для рук, засобах для очищення обличчя та інших відлущувачах. Під час використання цих продуктів мікропластик проходить через систему фільтрації води і потрапляє в океан, але через невеликий розмір він, ймовірно, не потрапляє на екрани попередньої очистки на установках стічних вод. Ці кульки шкідливі для організмів в океані, особливо для фільтраторів, оскільки вони можуть легко проковтнути пластик і захворіти. Мікропластик викликає занепокоєння, оскільки його важко очистити через їх розмір, тому люди можуть спробувати уникнути використання цих шкідливих пластмас, купуючи продукти, які містять екологічно безпечні відлущувачі.

### Дослідження
Ступінь забруднення мікропластиком у глибокому морі ще повністю не визначено, і в результаті вчені зараз досліджують організми та вивчають відкладення, щоб краще зрозуміти цю проблему. Дослідження 2013 року вивчало чотири окремі місця, щоб представити більш широкий діапазон морських середовищ існування на глибинах від 1100 до 5000 метрів. У трьох із чотирьох місць у першій позиції було виявлено кількість мікропластику см шар осаду. З кожного місця були взяті проби керна та відфільтрований мікропластик із звичайного осаду. Пластикові компоненти були ідентифіковані за допомогою мікро-комбинационної спектроскопії; результати показали штучні пігменти, які зазвичай використовуються в пластиковій промисловості. У 2016 році дослідники використали ROV, щоб зібрати дев'ять глибоководних організмів і відкладень з керна. Дев'ять глибоководних організмів були розчленовані, а різні органи були досліджені дослідниками на березі, щоб ідентифікувати мікропластик за допомогою мікроскопа. Вчені виявили, що шість з дев’яти досліджених організмів містять мікропластик, який є мікроволокнами, які знаходяться в шлунково-кишковому тракті. Дослідження, проведене MBARI у 2013 році біля західного узбережжя Північної Америки та навколо Гаваїв, показало, що з усього сміття, яке було помічено на відеозаписах бази даних VARS, одна третина була пластиковими пакетами. Це сміття було найбільш поширеним на глибині нижче 2000 мтрів. Недавнє дослідження, яке збирало організми та відкладення в абіссопелагічній зоні західної частини Тихого океану, витягло матеріали із зразків і виявило, що полі(пропілен-етиленовий) сополімер (40,0%) і поліетилентерефталат (27,5%) були найбільш часто виявленими полімерами.

## Токсичні хімічні речовини
Токсичні добавки, що використовуються у виробництві пластмасових матеріалів, можуть вимиватися в навколишнє середовище під дією води. Приблизно 8 000–19 000 тонн добавок транспортується з плавучими пластиковими скупченнями по всьому світу, а значна частина також транспортується в Арктику. Гідрофобні забруднювачі, що переносяться водою , збираються та збільшуються на поверхні пластикового сміття , що робить пластик набагато смертоноснішим в океані, ніж на суші. Відомо також, що гідрофобні забруднювачі накопичуються в жирових тканинах, біозбільшуючи харчовий ланцюг і чинячи тиск на верхівкових хижаків і людей. Відомо, що деякі пластикові добавки при вживанні порушують роботу ендокринної системи, інші можуть пригнічувати імунну систему або знижувати репродуктивну функцію.

## Місця скупчення

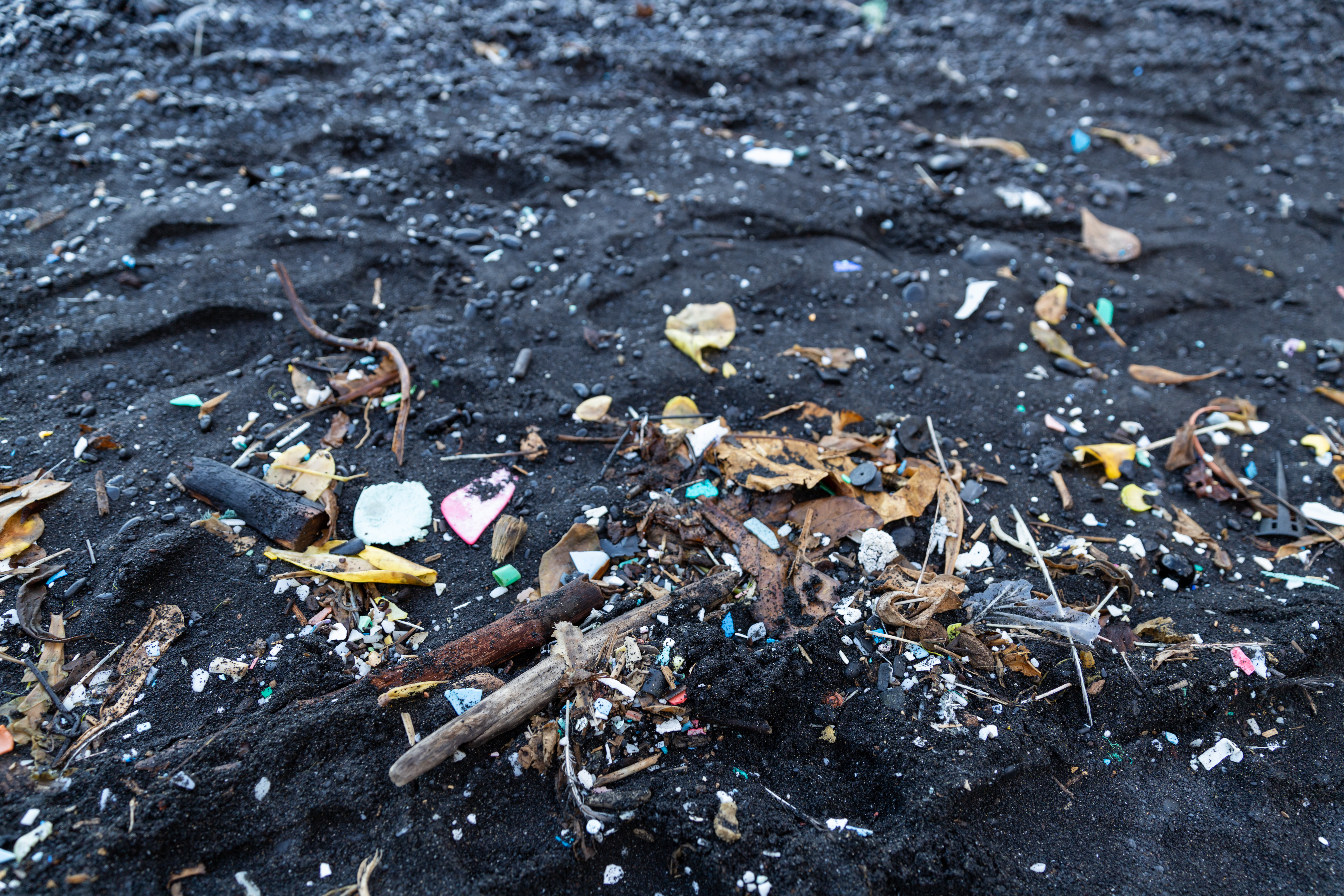
Тихоокеанське сміття на чорному піщаному пляжі у Мауї, Гаваї

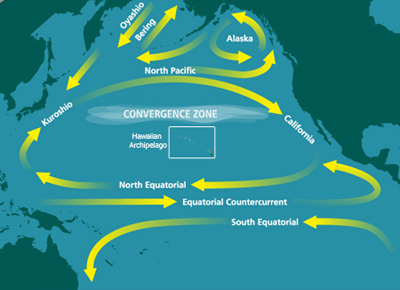
Північно-Тихоокеанська субтропічна зона конвергенції

## Вплив на навколишнє середовище

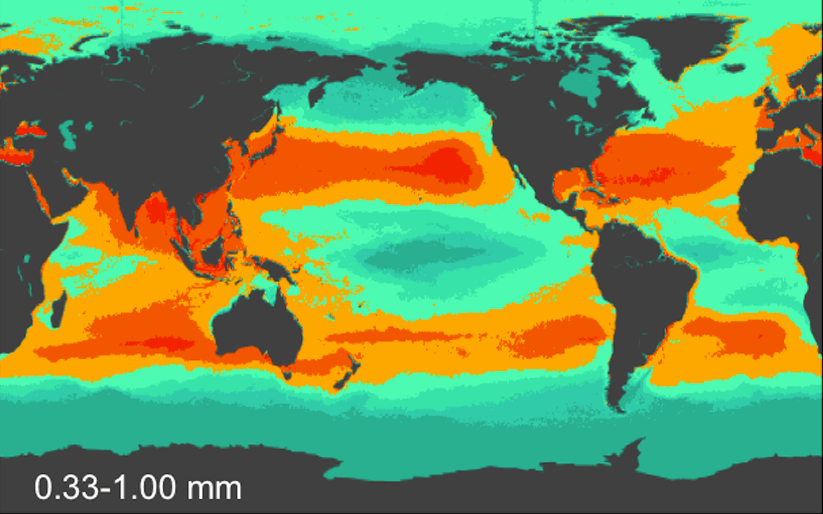
Результати моделювання для підрахунку щільності планктонних пластикових частинок (червоний більш щільніші, зелений менш щільні)

Сміття, яке викидається в океани, є токсичним для морських мешканців і людей. Токсини, які є компонентами пластику, включають діетилгексилфталат, який є токсичним канцерогеном, а також свинець, кадмій і ртуть.
Планктон, риба і, зрештою, люди через харчовий ланцюг, вживають ці високотоксичні канцерогени та хімічні речовини. Вживання риби, яка містить ці токсини, може призвести до збільшення ймовірності захворіти раком, імунних розладів і вроджених вад.
Більшість сміття поблизу та бюезпосередньо в океані складається з пластмас і є постійним поширеним джерелом забруднення моря. У багатьох країнах неналежне поводження з твердими відходами означає незначний контроль над потраплянням пластику в систему водопостачання. За словами доктора Маркуса Еріксена, з Інституту 5 Gyres, існує 5,25 трильйона частинок пластикового забруднення, які важать 270 000 тонн (2016). З тих пір дослідження показали, що кількість пластикових частинок зросла десь до 15-51 трильйона частинок (2021 рік). Цей пластик захоплюється океанськими течіями і накопичується у великих вихрах, відомих як океанські круговороти . Більшість круговоротів перетворюються на звалища забруднення, наповнені пластиком.

### Морські екосистеми
З 2000-х років зросла стурбованість тим, що деякі організми пристосувалися до життя на  плаваючому пластиковому сміття, дозволяючи їм розсіюватися з океанськими течіями і таким чином потенційно ставати інвазивними видами у віддалених екосистемах. Дослідження 2014 року у водах навколо Австралії  підтвердили велику кількість таких колоністів, навіть на крихітних пластівцях, а також виявили, що процвітаючі океанічні бактерії в’їдають пластик, утворюючи ямки та борозенки. Ці дослідники показали, що «біодеградація пластику відбувається на поверхні моря» під дією бактерій, і відзначили, що це узгоджується з новими дослідженнями таких бактерій. Їхні висновки також узгоджуються з іншими великими дослідженнями, проведеними  у 2014 році, які намагалися відповісти на загадку загальної відсутності накопичення плаваючого пластику в океанах, незважаючи на постійний високий рівень скидання. Пластмаси були знайдені у вигляді мікроволокна у зразках керна, видобутих з відкладень на дні глибокого океану. Причина такого поширеного глибоководного осадження ще не встановлена.

### Фотодеградація пластмас

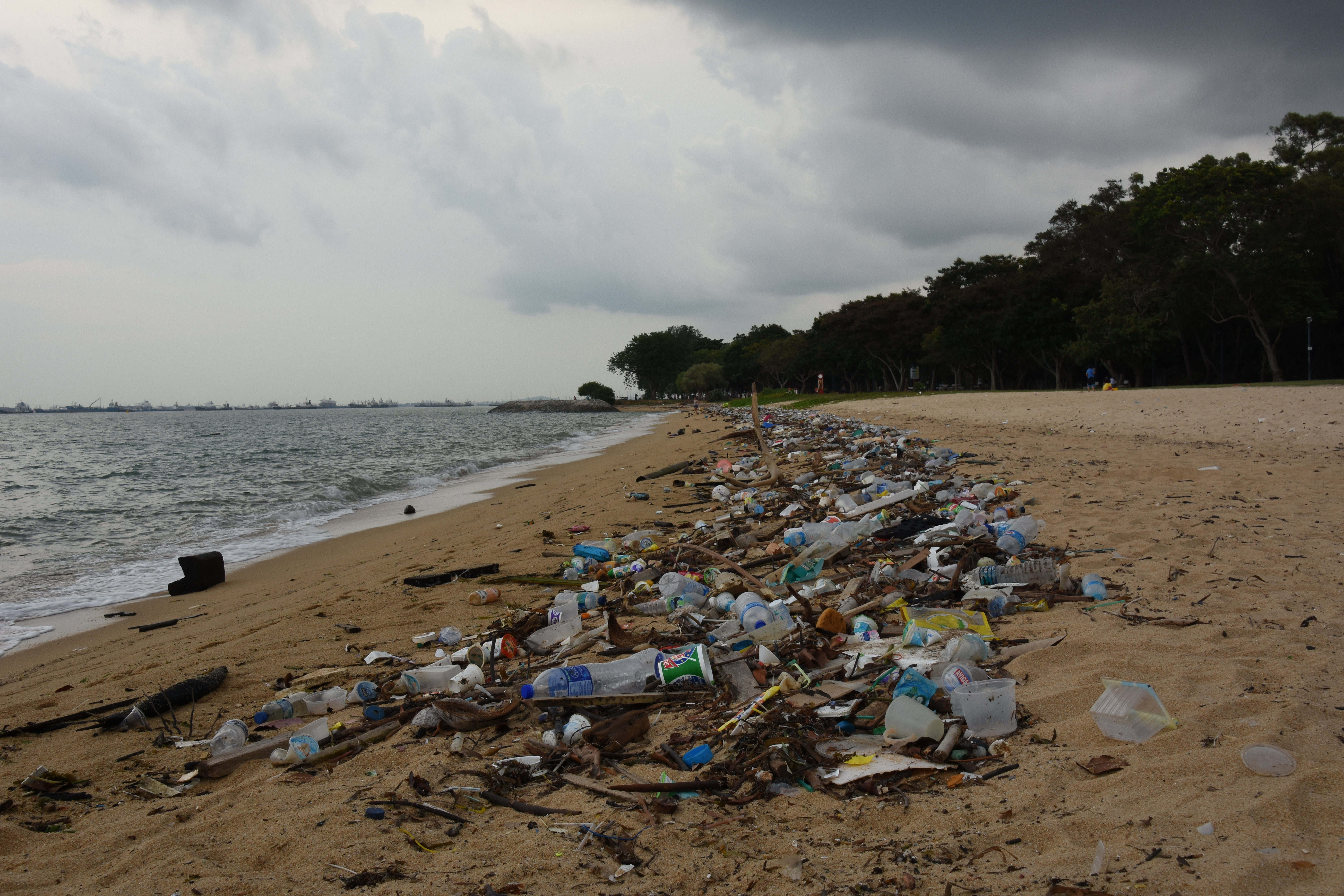
Вимиті пластикові відходи на пляжі у Сінгапурі

Сміттєві плями є одним із кількох океанічних регіонів, де дослідники вивчали вплив та  наслідки фотодеградації пластику в нейстонічному шарі води. На відміну від органічного сміття, яке біологічно розкладається, пластик розпадається на все менші шматки, залишаючись полімером (без хімічного перетворення). Цей процес триває до молекулярного рівня. Деякі пластмаси розкладаються протягом року після потрапляння у воду, виділяючи потенційно токсичні хімічні речовини, такі як бісфенол А, ПХБ та похідні полістиролу .

## Вплив на тварин
Пластикові відходи досягли всіх світових океанів. Це пластикове забруднення завдає шкоди приблизно 100 тисячам морським черепахам і морським ссавцям і 1 000 000 морських істот щороку. Більші пластмаси (так звані «макропластики»), такі як пластикові сумки для покупок, можуть закупорювати травний тракт великих тварин, коли їх споживають , і можуть викликати голод, обмежуючи рух їжі або забиваючи шлунок і змушуючи тварину думати, що він повний. З іншого боку, мікропластик шкодить меншим морським мешканцям. Наприклад, пластикові шматки в центрі круговоротів нашого океану переважають за кількістю живий морський планктон і передаються вгору по харчовому ланцюгу, досягаючи всього морського життя.

### Заплутування у смітті

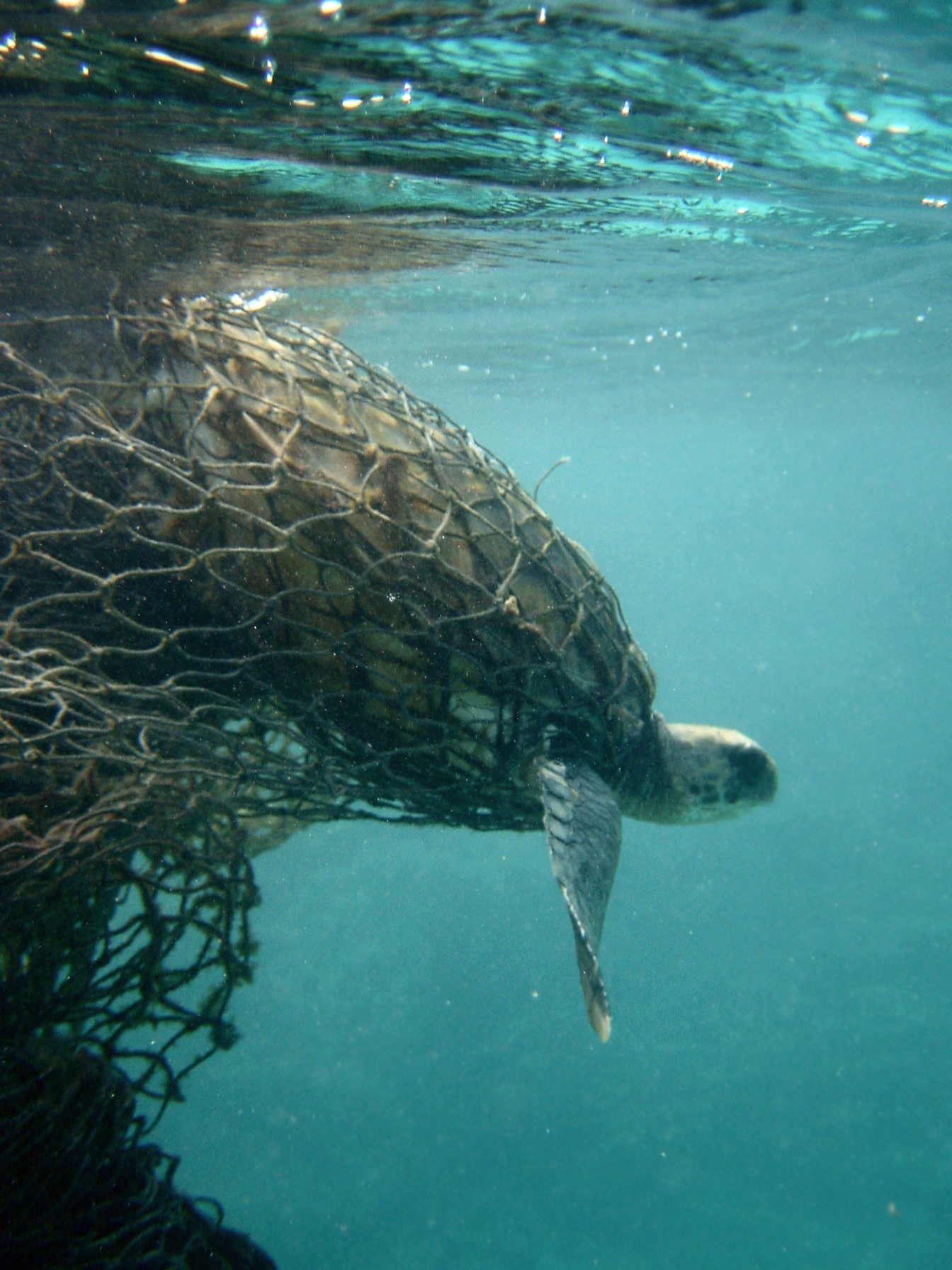
Морська черепаха, що заплуталася в сітці привидів

Заплутаність пластикового сміття є причиною загибелі багатьох морських організмів, таких як риби, тюлені, черепахи та птахи. Тварини потрапляють в уламки і в кінцевому підсумку задихаються або тонуть. Оскільки вони не можуть розплутуватися, вони гинуть від голоду або від неспроможності втекти від хижаків. Заплутування також часто призводить до серйозних рваних ран і виразок. За оцінками, щонайменше 267 різних видів тварин постраждали від заплутування та проковтування пластикового сміття. Підраховано, що понад 400 тисяч морських ссавців гине щорічно через пластикове забруднення океанів. Морські організми потрапляють у викинуті рибальські снасті, наприклад сітки-привиди . Мотузки та сітки, які використовуються для рибалки, часто виготовляються із синтетичних матеріалів, таких як нейлон, що робить рибальське обладнання більш міцним і плавучим. Ці організми також можуть потрапити в круглі пластикові пакувальні матеріали, і якщо тварина продовжує рости в розмірах, пластик може врізатися в їхнє м’ясо. Таке обладнання, як сітки, також може тягнутися по морському дну, завдаючи шкоди кораловим рифам.

### Проковтування

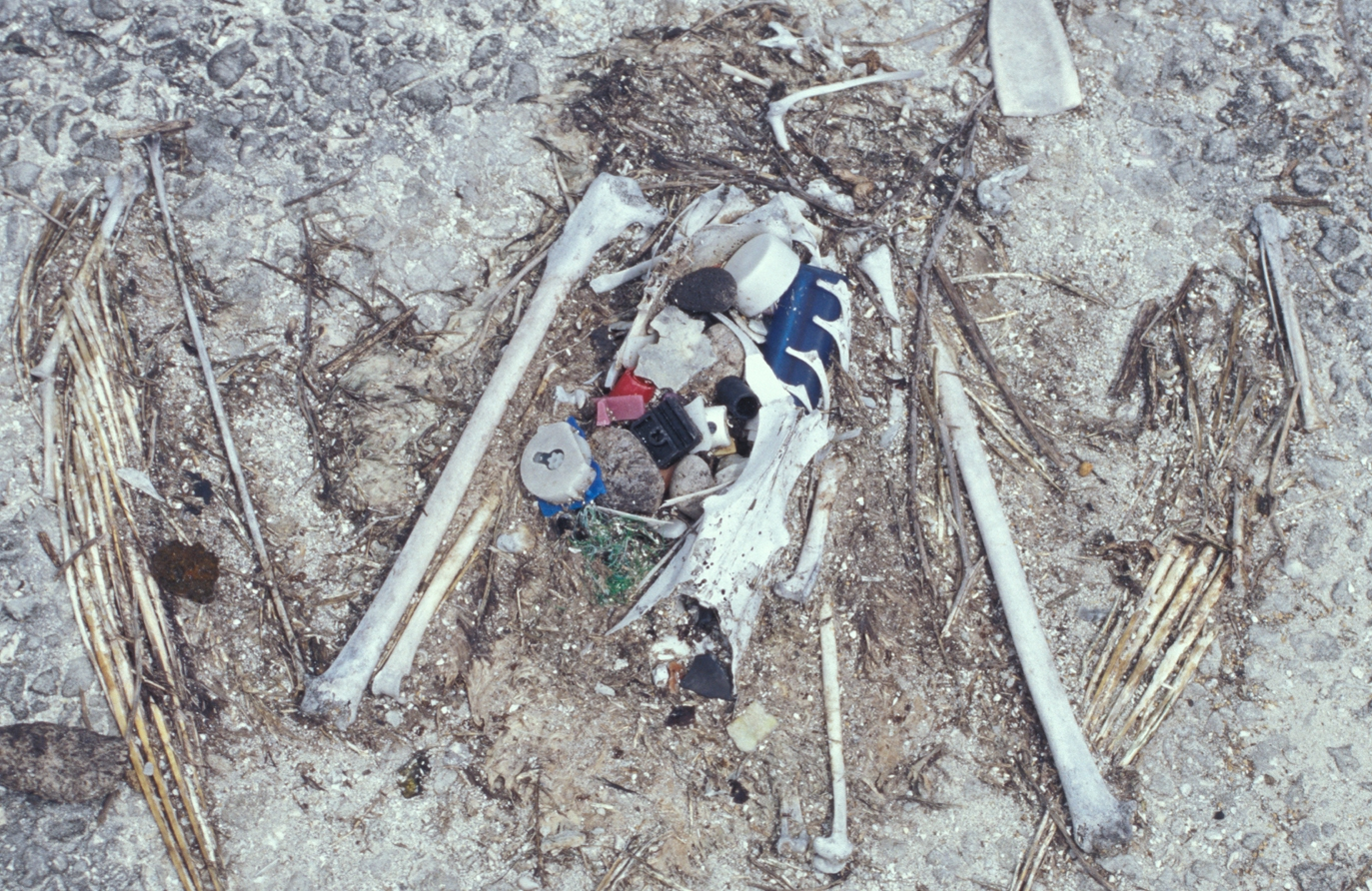
Залишки альбатроса, що містять з'їдене сміття.

Багато тварин, які живуть на морі або в морі, помилково споживають сміття, оскільки воно часто схоже на їхню природну здобич. Пластикове сміття, коли воно об’ємне або заплутане, важко пропускається, і воно може назавжди затриматися в травному тракті цих тварин. Особливо, коли еволюційні адаптації унеможливлюють для таких, як черепахи, пластикові пакети, які нагадують медуз, коли їх занурюють у воду, оскільки у них в горлі є система, яка запобігає втечі слизької їжі. Тим самим блокуючи проходження їжі та спричиняючи смерть від голоду або інфекції.

#### Ссавці та риби
Огляд літератури 2021 року, опублікований в Science, виявив 1288 морських видів, які, проковтують пластик. Більшість з цих видів риби.
Морські черепахи страждають від пластикового забруднення. Деякі види зазвичай споживають медуз, але часто приймають пластикові пакети за свою природну здобич. Це пластикове сміття може вбити морську черепаху, закупорюючи стравохід . Згідно з дослідженням 2018 року австралійськими вченими, дитинчата морських черепах є особливо вразливими.
Знаходять навіть глибоководних тварин із пластиком у шлунках. У 2020 році було виявлено глибоководний вид Eurythenes plasticus, в одному із зразків якого вже є пластик у кишечнику; його назвали, щоб підкреслити вплив пластикового забруднення.

##### Птахи

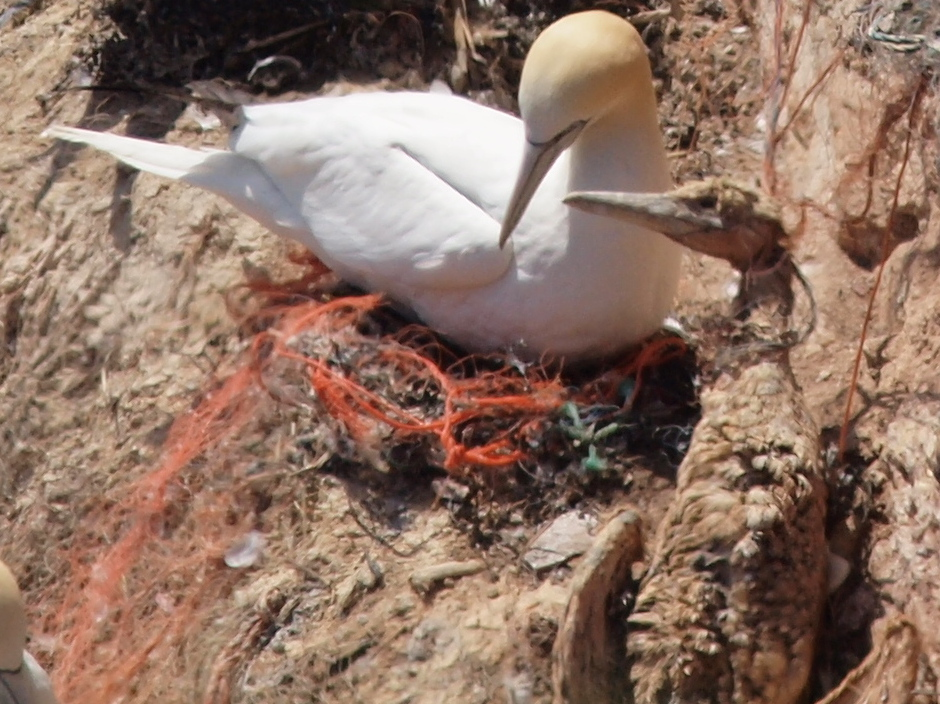
Північна олуша на Гельголанді, Німеччина, опинилася в пастці в своїх гніздах, які будуються лише зі старих сіток та інших пластикових відходів.

Забруднення пластиком впливає не тільки на тварин, які живуть виключно в океанах. Морські птахи також суттєво страждають. У 2004 році було підраховано, що чайки Північного моря мали в середньому тридцять шматків пластику в шлунку. Морські птахи часто сприймають сміття, що плаває на поверхні океану, як здобич. Їх джерела їжі часто вже поглинають пластикове сміття, таким чином переносячи пластик від жертви до хижака. Проковтне сміття може перешкоджати та фізично пошкодити травну систему птахів, знижуючи її травну здатність і може призвести до недоїдання, голодування та смерті. Токсичні хімічні речовини, які називаються поліхлорованими біфенілами (ПХБ), також концентруються на поверхні пластику в морі і виділяються після того, як морські птахи їх з’їдають. Ці хімічні речовини можуть накопичуватися в тканинах організму і мати серйозний смертельний вплив на репродуктивну здатність птиці, імунну систему та гормональний баланс. Плаваюче пластикове сміття може викликати виразки, інфекції та призводити до смерті. Пластикове забруднення моря може досягти навіть птахів, які ніколи не були в морі. Батьки можуть випадково годувати своїх пташенят пластиком, приймаючи його за їжу. Пташенята морських птахів найбільш вразливі до проковтування пластику, оскільки вони не можуть вирвати їжу, як дорослі морські птахи.

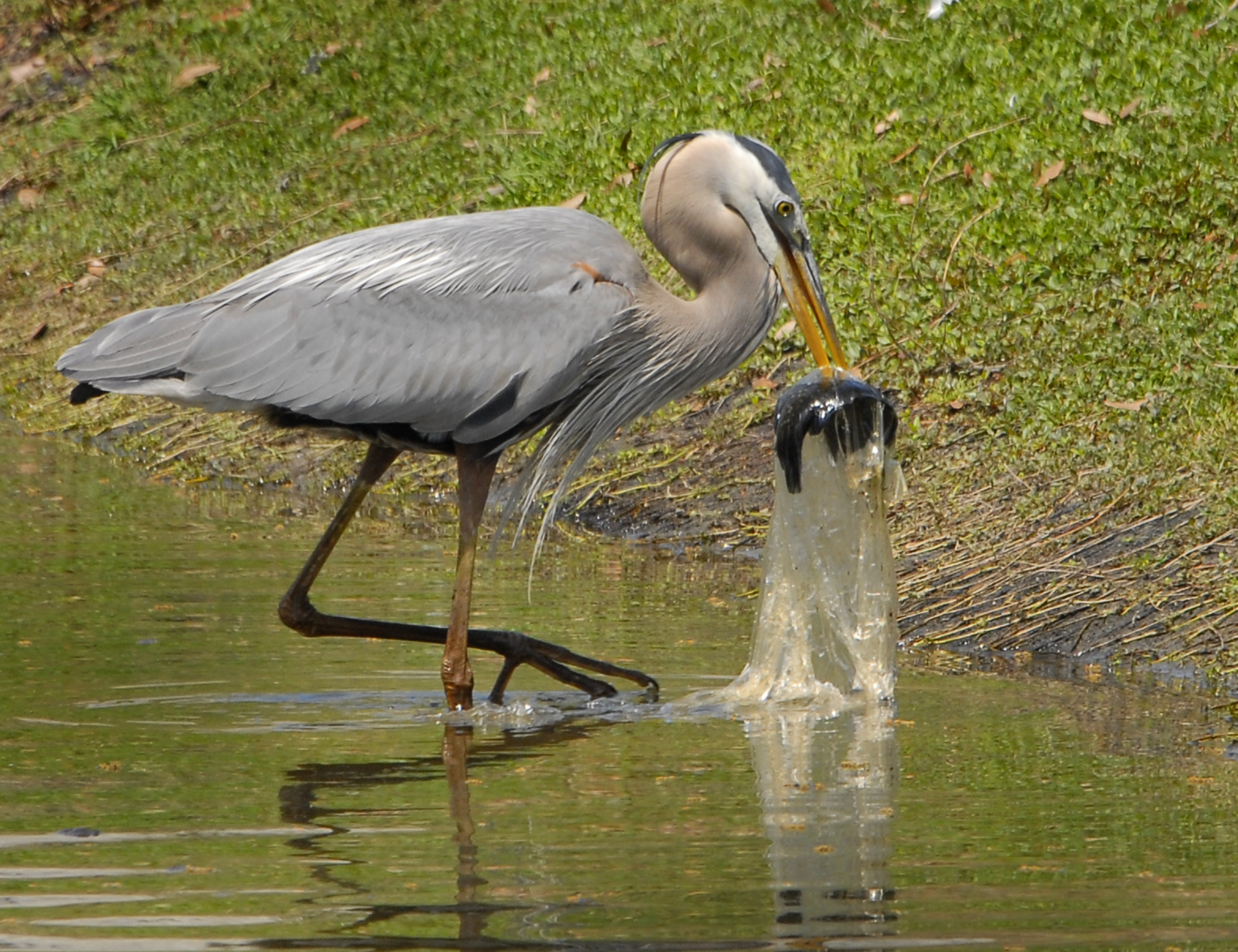
Велика блакитна чапля ловить рибу, вже спійману в поліетиленовий пакет – птахи та інші дикі тварини регулярно споживають пластик, коли він заплутується або плутається з їжею.

### Інші
Дослідження, проведене у 2019 році, показує, що велика кількість пластику у смітнику Великого Тихого океану може вплинути на поведінку та поширення деяких морських тварин, оскільки відходи можуть діяти як пристрої для збору риби (FAD). FAD можуть приваблювати китоподібних, які годують, тим самим підвищуючи ризик заплутування або проковтування додаткового пластику.

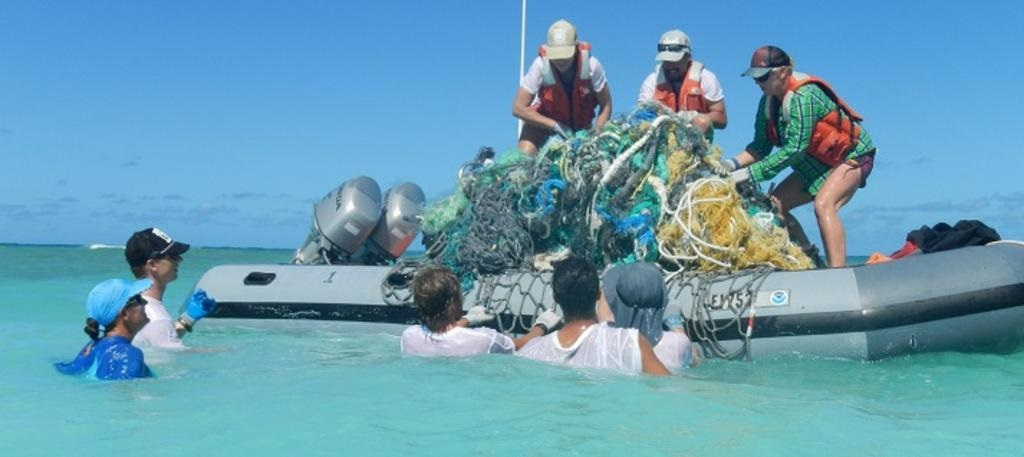
Збір морського сміття NOAA у 2014 році

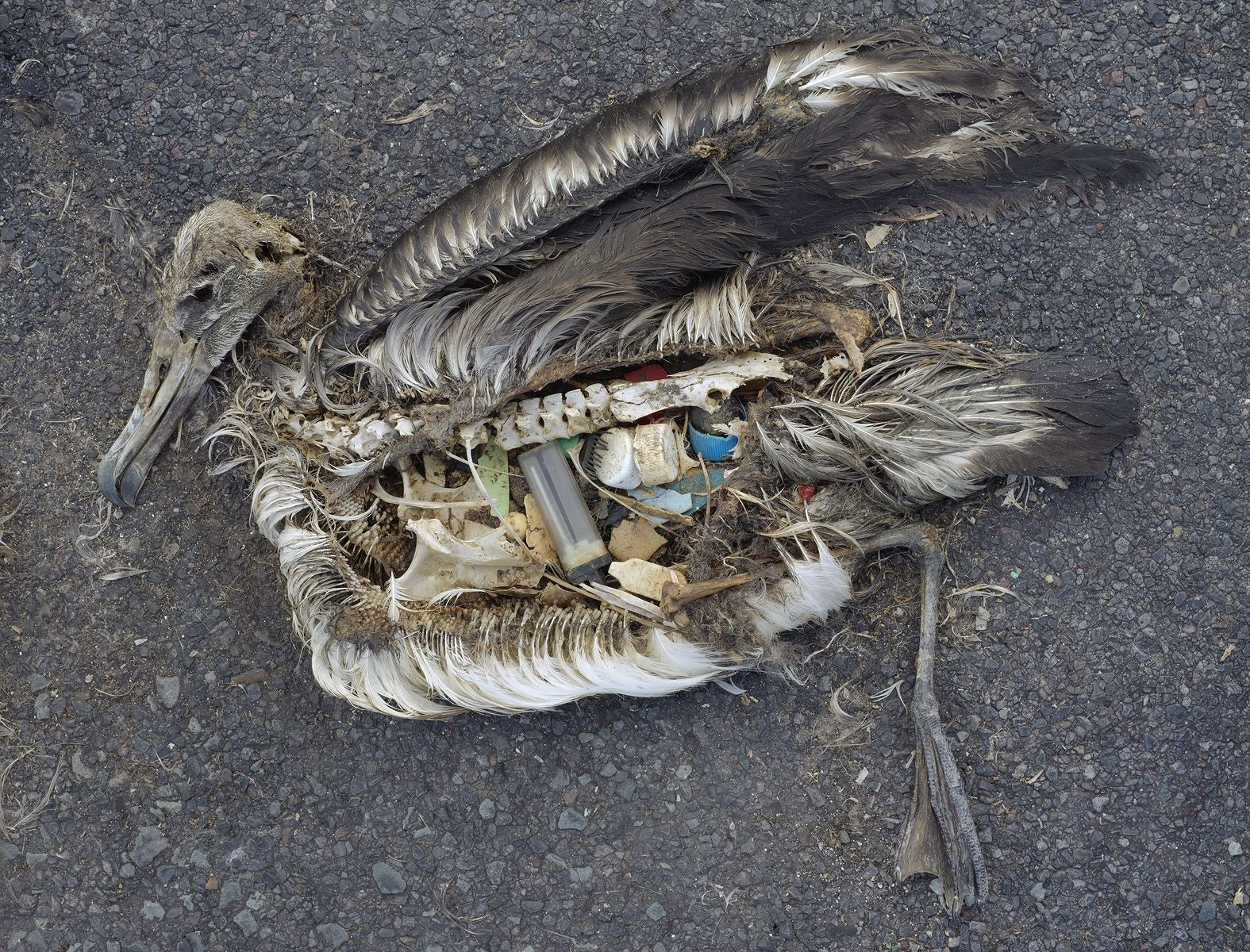
Незмінений вміст шлунка мертвого дитинча альбатроса включає різноманітне пластикове морське сміття

## Вплив на людину
Нанопластики можуть проникати в тканини кишечника морських тварин  і таким чином потрапляти в харчовий ланцюг людини при вдиханні (дихання) або ковтанні (їжі), зокрема через молюсків і ракоподібних . Проковтування пластику пов’язане з різними репродуктивними, канцерогенними та мутагенними ефектами. Найвідомішою органічною синтетичною сполукою, яка використовується в багатьох пластмасах, є бісфенол А (BPA) . Це було пов'язано з аутоімунними захворюваннями та агентами, що порушують роботу ендокринної системи, що призводить до зниження чоловічої фертильності та раку грудей .

## Зусилля по скороченню
Вирішення проблеми забруднення моря пластиком, поряд із забрудненням пластиком у всьому навколишньому середовищі переплетені зі змінами у виробництві та практиці пакування, а також скороченням використання, зокрема, одиничних або короткочасних пластикових виробів. Існує багато ідей щодо очищення пластику в океанах, включаючи уловлювання пластикових частинок у гирлах річок перед входом в океан та очищення океанських круговоротів.

### Очищення океану
Забруднення океанів пластиком може бути незворотним. Як тільки мікропластик потрапляє у морське середовище, його надзвичайно важко та дорого видалити.
Організація «The Ocean Cleanup» намагається збирати пластикові відходи з океанів сітками. Є побоювання щодо це завдасть шкоди деяким формам морських організмів, особливо нейстону.
Існує також дослідницька ініціатива з утилізації пластику за допомогою системи суден (Ocean Plastic Utilisation Ships System - OPUSS) . Основною метою проекту є всебічна оптимізація процесу очищення океану - з точки зору комерційної привабливості та екологічної ефективності. Проект спрямований на використання кругових (або замкнених) та якомога коротших логістичних схем очищення морів та океанів. Завдяки чому підвищується загальна ефективність процесу очищення морів та океанів. Скорочення логістичних ланцюгів може полягати у використанні продуктів переробки безпосередньо на суднах-збирачах або плавучих комплексах переробки - "на воді" - якнайближче від місць збирання/переробки пластику до кінцевих споживачів продуктів переробки .  Наприклад, використовується наступний ланцюг: Збирання та сортування пластиків -> Переробка на паливо та додаткові продукти -> Використання палива для підтримання процесу збирання/переробки пластику або транспортування додаткових продуктів до кінцевих споживачів.

#### Стратегія перетворення пластику в паливо
Проект «Чисті океани» (TCOP) сприяє перетворенню пластикових відходів у цінне рідке паливо, включаючи бензин, дизельне паливо та гас, використовуючи технологію перетворення пластику в паливо, розроблену японською компанією Blest Co. Ltd., яка займається екологічним проектуванням . TCOP планує навчати місцеві громади збору та переробці пластику та створити фінансовий стимул для їх переробки пластику, підтримки чистоти своїх берегів та мінімізації пластикових відходів.
У 2019 році дослідницька група під керівництвом вчених Університету штату Вашингтон знайшла спосіб перетворити пластикові відходи на реактивне паливо.

### Політика та законодавство
Недоліки нинішньої міжнародної політики включають: "зосередженість на морських джерелах пластикового забруднення моря; поширеність інструментів м'якого права; і фрагментація існуючої міжнародної нормативної бази". Для комплексного підходу до вирішення проблеми забруднення моря пластиком важливі чотири аспекти: гармонізація міжнародного законодавства (приклад дії: розробка нового глобального договору про пластик); узгодженість національної політики; координація міжнародних організацій (приклад дій: визначити провідну координуючу організацію (наприклад, Програма ООН з навколишнього середовища)); та взаємодія науки та політики.

## Історія

### Термінологія

#### Пластиковий суп
Термін «пластиковий суп» був введений Чарльзом Дж. Муром у 1997 році після того, як він знайшов плями пластикового забруднення в Північному Тихому океані між Гавайськими островами та Каліфорнією. Це Велика тихоокеанська сміттєва пляма було раніше описано в 1988 році вченими, які використовували термін нейстоновий пластик для опису «розмірної фракції пластикового сміття, виловленого в сітки, призначені для лову поверхневого планктону (далі - нейстон пластик)», і визнали, що раніше Дослідження 1970-х років показали, що «нейстонний пластик широко поширений, найбільш поширений у центральній та західній частині Північної Тихого океану і поширюється течіями та вітрами».

## Дивись також
- Забруднення пластиком
- Забруднення вод
- Забруднення океанів
- Сталий розвиток